# JJプロモーション
株式会社JJプロモーション (ジェイジェイプロモーション) は、東京都中央区に本社を置く芸能事務所。
主に役者・タレントの所属する芸能事務所である。
同名他社が存在するため、(株)JJプロモーションと、前株を付けている表記が多い。

## 所属一覧

### TALENT
男性
- 中山麻聖
- 西川大聖

女性
- 桑江咲菜
- 砂田桃子
- 西川風花
- 池戸優音
- 葉山美侑
- 藤原文
- 長瀬真（オフィスキイワードにも所属）